# Dolores Huerta
Dolores Clara Fernández Huerta (Dawson, 10 aprile 1930) è una sindacalista e attivista statunitense.
Insieme a Cesar Chavez è cofondatrice della National Farmworkers Association, che in seguito divenne United Farm Workers (UFW). Huerta aiutò a organizzare lo sciopero dell'uva di Delano nel 1965 in California e fu la principale negoziatrice nel contratto dei lavoratori che fu creato dopo lo sciopero.
Ha ricevuto numerosi riconoscimenti per il suo servizio alla comunità e la difesa dei diritti dei lavoratori, degli immigrati e delle donne, tra cui il premio Eugene V. Debs, il premio presidenziale degli Stati Uniti Eleanor Roosevelt per i diritti umani e la medaglia presidenziale della libertà. È stata la prima latinoamericana introdotta nella National Women's Hall of Fame nel 1993.

## Biografia
Huerta è nata nel 1930 nella città mineraria di Dawson, nel New Mexico. Suo padre Juan Fernández nacque a Dawson da una famiglia di immigrati messicani ed era un minatore di carbone. Successivamente si unì alla forza lavoro migrante e raccolse barbabietole in Colorado, Nebraska e Wyoming. Quando Huerta era giovane, sentiva suo padre raccontare storie sull'organizzazione sindacale. Dopo che i suoi genitori divorziarono quando aveva tre anni, raramente vide suo padre. Rimase nel New Mexico e prestò servizio nella legislatura statale nel 1938.
Sua madre allevò Huerta e i suoi due fratelli nella comunità di lavoratori agricoli della California centrale di Stockton. La madre di Huerta era conosciuta per la sua gentilezza e compassione verso gli altri ed era attiva negli affari della comunità, in numerose organizzazioni civiche e nella chiesa. Incoraggiò la diversità culturale, fondamentale nell'educazione di Huerta a Stockton, la quale fu ispirata da sua madre a difendere i lavoratori agricoli più avanti nella sua vita. Le generose azioni di sua madre durante l'infanzia di Dolores fornirono le basi per la sua posizione non violenta e fortemente spirituale. In un'intervista dichiarò: "Penso che le donne ispaniche abbiano più familiarità con le forze spirituali. Sappiamo cos'è il digiuno e fa parte della cultura. Sappiamo quali sono le relazioni e cos'è il sacrificio".
L'attivismo comunitario di Huerta iniziò quando era una studentessa della Stockton High School. Fu una majorette e membro dedicato delle Girl Scout fino all'età di 18 anni. Ricordava un'insegnante di scuola che la accusava di aver rubato il lavoro di un altro studente e che, di conseguenza, le aveva dato un voto iniquo, un atto che considera radicato nella propensione razziale. Avendo sperimentato l'emarginazione durante l'infanzia in quanto ispanica, Huerta crebbe con la convinzione che la società avesse bisogno di essere cambiata. Frequentò il college presso lo Stockton College dell'Università del Pacifico (in seguito diventato San Joaquin Delta Community College), dove ottenne una credenziale provvisoria per l'insegnamento. Dopo aver insegnato in una scuola elementare, Huerta lasciò il suo lavoro e iniziò la sua crociata per combattere l'ingiustizia economica:

## Carriera da attivista

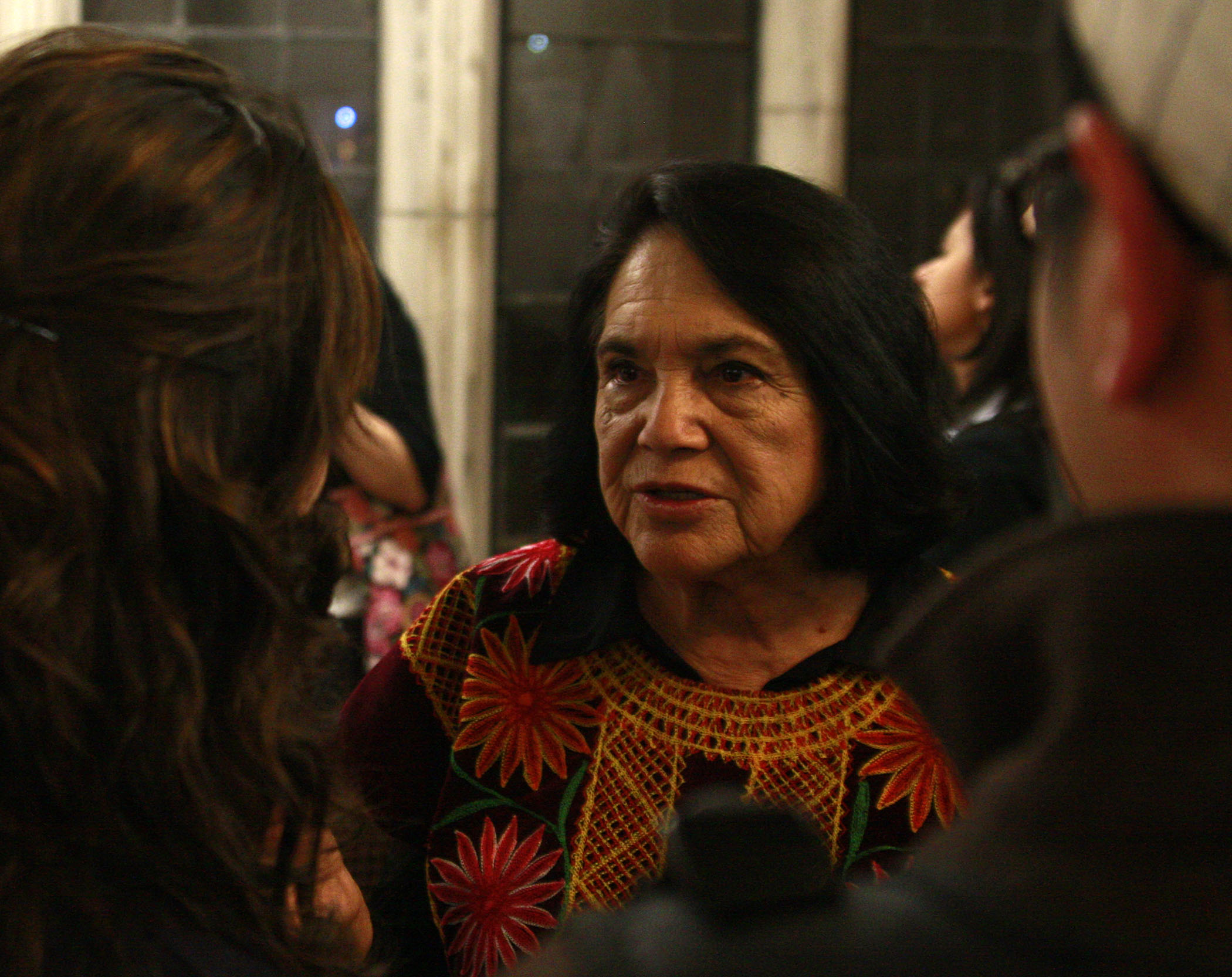
Dolores Huerta nel 2009

Nel 1955 Huerta aiutò Fred Ross ad avviare il Capitolo di Stockton della Community Service Organization (CSO), che si batté per il miglioramento economico dei latini. A causa della sua dedizione e disponibilità a servire, Ross spesso le delegava enormi responsabilità. Sapeva che era in grado di trasmettere il messaggio dell'organizzazione e di promuoverne la campagna. "Mentre assumeva responsabilità e posizioni tradizionalmente sostenute dai maschi bianchi, Huerta incontrò critiche basate su stereotipi di genere e etnici".
Nel 1960 Huerta cofondò l'Associazione dei lavoratori agricoli, che istituiva unità di registrazione degli elettori e sollecitava i governi locali per i miglioramenti del barrio. Nel 1962 fondò con César Chávez la National Farm Workers Association, che sarebbe poi diventata il Comitato Organizzatore dei lavoratori agricoli uniti. Huerta è stata l'unica donna a sedersi nel consiglio di amministrazione dell'UFW Nel 1966 negoziò un contratto tra l'UFWOC e Schenley Wine Company, dimostrando la prima volta che i lavoratori agricoli erano in grado di contrattare efficacemente con un'impresa agricola.
All'età di soli 25 anni Huerta divenne una lobbista a Sacramento per la Stockton Community Service Organisation e guidò gli altri membri a organizzare l'organizzazione di base.
La fondazione fu successivamente convertita in un'organizzazione di lavoratori agricoli affiliati. In un'intervista Dolores motivò la scelta di aiutare i lavoratori agricoli in quanto aveva precedentemente notato le terribili condizioni in cui essi vivevano: percepivano un salario irrisorio, non avevano diritti, dormivano sui pavimenti, i loro mobili erano scatole di legno, non avevano acqua pulita, accesso ai bagni, lavoravano dall'alba al tramonto e non ricevevano alcun pause. Molti di questi lavoratori inoltre si recavano in luoghi dove le colture erano stagionali, il che significava che i loro figli non avevano un'istruzione adeguata e spesso lavoravano nei campi insieme ai loro genitori. Spiegò che molte donne venivano spesso aggredite sessualmente dai proprietari terrieri ma avevano paura di parlare perché la loro famiglia aveva bisogno di un lavoro. Dolores inoltre spiegò che molti di questi proprietari terrieri si giustificavano per il fatto di aver garantito loro un lavoro. Huerta lavorò duramente facendo pressione costante affinché le leggi venissero approvate. Con l'aiuto dell'organizzazione aiutò a sostenere i diritti dei lavoratori nei campi agricoli per garantire che fossero ben pagati e lavorassero in condizioni migliori.
Nel 1965 Huerta diresse il boicottaggio nazionale dell'UFW durante lo sciopero dell'uva di Delano, mostrando la situazione difficile degli operai agricoli ai consumatori. Inoltre guidò l'organizzazione di boicottaggi a favore dei diritti dei consumatori. Il boicottaggio portò all'intera industria californiana dell'uva da tavola a firmare un accordo triennale di contrattazione collettiva con la United Farm Workers nel 1970.
Il 5 giugno 1968 Huerta presiedette assieme a Robert F. Kennedy all'Hotel Ambassador di Los Angeles mentre questi consegnava una dichiarazione di vittoria ai suoi sostenitori politici poco dopo aver vinto le elezioni presidenziali democratiche della California. Pochi istanti dopo la fine del discorso da parte del candidato, Kennedy e altre cinque persone rimasero ferite da colpi di pistola all'interno della dispensa della cucina dell'hotel. Kennedy morì il giorno successivo.
Nel settembre 1988, di fronte al St. Francis Hotel di Union Square, Huerta fu gravemente picchiata dall'ufficiale della polizia di San Francisco Frank Achim durante una protesta pacifica e legittima delle politiche dell'allora candidato alla presidenza George H.W. Bush. Il linciaggio causò gravi lesioni interne al suo busto, rompendo diverse costole e richiedendo la rimozione della milza in un intervento chirurgico di emergenza. Il pestaggio fu registrato su una videocassetta e trasmesso ampiamente sui notiziari locali. In seguito Huerta vinse la causa contro la SFPD e la Città di San Francisco per l'attacco, i cui proventi furono devoluti a favore dei lavoratori agricoli.
Dopo un lungo ricovero Huerta si congedò dal sindacato per concentrarsi sui diritti delle donne, in particolare incoraggiando le donne latinoamericane a candidarsi. Questa campagna comportò un aumento significativo del numero di donne rappresentanti elette a livello locale, statale e federale.

## Dolores Huerta Foundation
Huerta è presidente della Dolores Huerta Foundation, fondata nel 2002. È un'organizzazione di benefici per la comunità che favorisce l'impegno civico e la promozione delle politiche sulla salute, sull'ambiente, sull'istruzione, sulle politiche giovanili e sullo sviluppo economico.

## Premi e onorificenze
Huerta è stata nominata una delle tre donne più importanti dell'anno nel 1997 dalla rivista Ms. Ha ricevuto il premio Eleanor Roosevelt per i diritti umani dal presidente Bill Clinton nel 1998. Nello stesso anno il Ladies 'Home Journal l'ha definita come una delle 100 donne più importanti del XX secolo insieme a personaggi di spicco come Madre Teresa, Margaret Thatcher, Rosa Parks e Indira Gandhi.
Nel 2002 le è stato assegnato il premio Puffin / Nation for Creative Citizenship. Ha conseguito una laurea ad honorem alla Princeton University per i suoi numerosi successi nel maggio 2006. È stata insignita insieme a Virgilio Elizondo del Premio internazionale per la pace della Comunità di Cristo del 2007.
Nel 2009 ha ricevuto la medaglia UCLA, la più alta onorificenza dell'università della California.
Ha inoltre ricevuto la medaglia presidenziale per la libertà dal presidente Barack Obama il 29 maggio 2012. È presidente onorario dei Democratic Socialists of America e attualmente fa parte del consiglio di amministrazione di Equality California.
Le è stato dedicato l'asteroide 6849 Doloreshuerta scoperto dagli astronomi americani Eleanor Helin e Schelte Bus all'Osservatorio di Monte Palomar nel 1979.

## Diritti delle donne

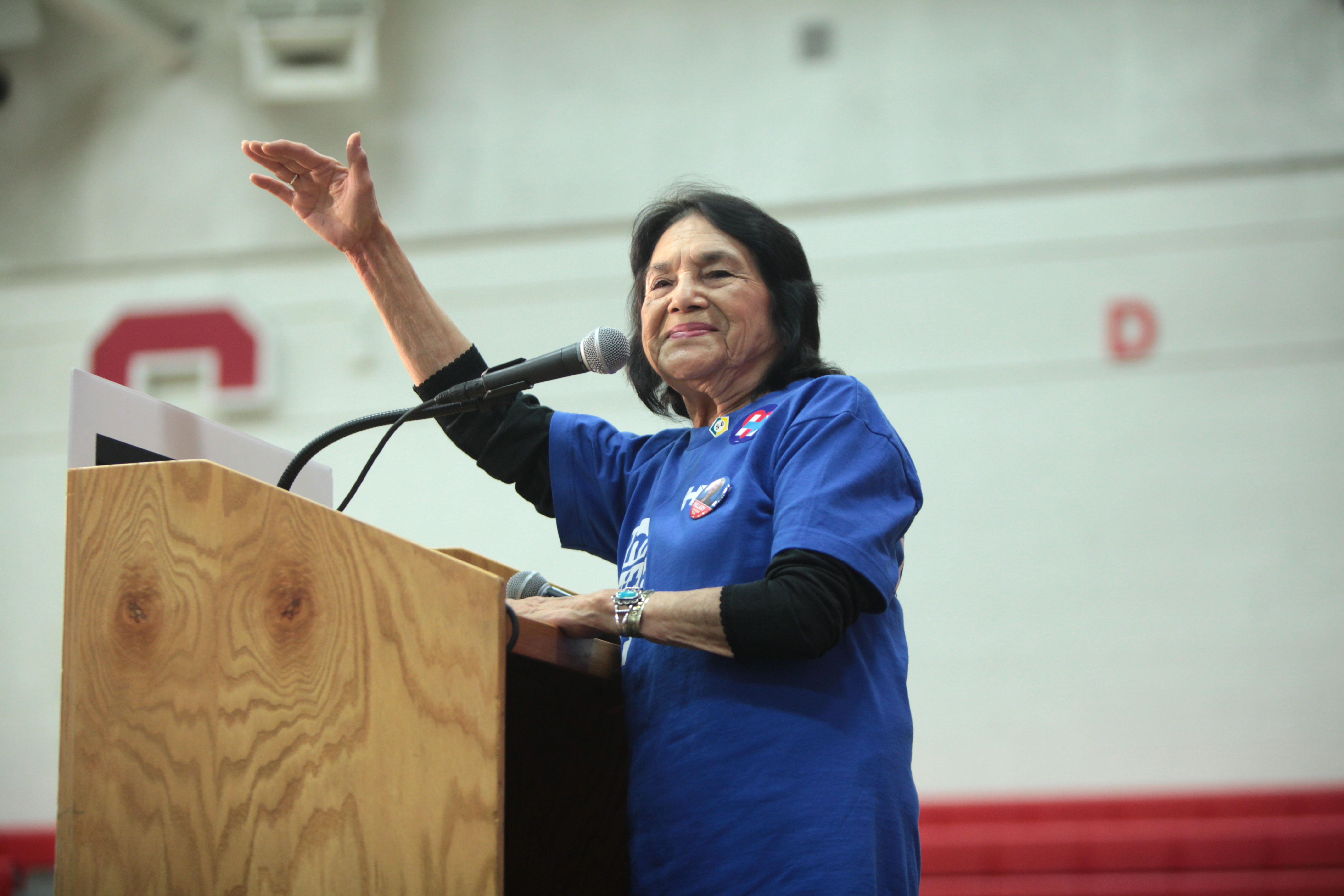
Dolores Huerta mentre parla ad un comizio con l'ex presidente Bill Clinton alla Central High School di Phoenix, in Arizona.

Huerta ha sostenuto i diritti delle donne nelle campagne femministe durante la sua pausa dal lavoro sindacale. Ha anche combattuto per la diversità etnica.

## Vita privata
Huerta si sposò per la prima volta con Ralph Head. Dopo il divorzio sposò Ventura Huerta, da cui divorziò nuovamente.
In seguito ebbe una relazione con Richard Chavez, fratello di César Chávez. Huerta e Chávez non si sono mai sposati, ma la coppia ha avuto quattro figli durante la loro relazione.